# 格林縣 (伊利諾伊州)
格林縣（英語：Greene County）是美國伊利諾伊州西部的一個縣，西界伊利諾伊河。面積1,415平方公里。根據美國2000年人口普查，共有人口14,761。縣治卡羅頓（Carrollton）。
成立於1821年1月20日。縣名紀念美國獨立戰爭將領納薩尼爾·葛林（Nathanael Greene）。